# Карабюк
Карабюк (тур. Karabük) — місто і район на півночі Туреччини, адміністративний центр ілу Карабюк. Станом на 2009 рік в місті проживало 108 167 чоловік. Площа становить 704 км². В Карабюці розташований «Kardemir» — один з найбільших виробників сталі в Туреччині.